# 李敏强
李敏强，中国教育部长江学者特聘教授，天津大学管理与经济学部讲席教授，主要从事信息管理与电子商务、数据挖掘与商务智能研究。

## 社会兼职
- 中国国务院政府特殊津贴专家
- 中国国家"百千万人才工程"入选者[2]

## 学术成果
- 出版《遗传算法的基本理论与应用》、《进化算法的模式、涌现与困难性研究》、《径向基函数神经网络及协同进化学习》等专著
- 获中国国家级科技进步奖二等奖1项